# Furna Nova
A Furna Nova é uma gruta portuguesa localizada na ilha do Pico, arquipélago dos Açores.

## Espécies observáveis
Trechus  picoensis Coleoptera Carabidae